# Stizocera spinicornis
Stizocera spinicornis là một loài bọ cánh cứng trong họ Cerambycidae.